# Åsa Carlsson (friidrottare)
Åsa Carlsson, född 19 december 1972, är en svensk före detta friidrottare (häcklöpning). Hon representerade Spårvägens FK. Carlsson vann SM-guld på 400 meter häck år 1995.
Vid VM i Göteborg 1995 deltog hon på 400 meter häck men blev utslagen i försöken.

## Personliga rekord
| Utomhus - 200 meter – 25,21 (medvind) (Sollentuna 10 juni 2000) - 400 meter – 56,69 (Stockholm 24 juli 1998) - 100 meter häck – 14,36 (Norrtälje 11 juli 2005) - 400 meter häck – 57,59 (Karlskrona 11 augusti 1996) - 400 meter häck – 58,42 (Göteborg 8 augusti 1995) - Sjukamp – 4 362 (Falun 3 september 2006) | Inomhus - 400 meter – 55,62 (Malmö 3 februari 1996) - 60 meter häck – 8,59 (Göteborg 8 februari 2003) - Femkamp – 3 199 (Bollnäs 11 februari 2007) |

### Fotnoter
1. 1 2 3 4 5  Wiger 2006, s. 214.
2. 1 2 3 4  Wiger 2006, s. 251.
3. ↑  ”Stora inne-SM 2003, resultat” (html). friidrott.stockholm.se. http://www.friidrott.stockholm.se/ism/resultat/p_resultat.html. Läst 14 april 2015.
4. ↑  ”400 Metres Hurdles Women 5th IAAF World Championships In Athletics”. iaaf.org. https://www.iaaf.org/results/iaaf-world-championships-in-athletics/1995/5th-iaaf-world-championships-in-athletics-441/women/400-metres-hurdles/heats. Läst 1 december 2016.
5. 1 2 3 4 5 6 7 8  ”Personsida på AllAthletics”. all-athletics.com. Arkiverad från originalet den 2 december 2016. https://web.archive.org/web/20161202035725/http://www.all-athletics.com/node/148165. Läst 1 december 2016.
6. ↑  ”Personsida hos IAAF”. iaaf.org. https://www.iaaf.org/athletes/sweden/asa-carlsson-68443. Läst 1 december 2016.